# Frederick Blackett
Frederick Blackett (Frederick Joseph „Fred“ Blackett; * 17. Januar 1900 im Metropolitan Borough of Bethnal Green; † 17. Mai 1979 im London Borough of Enfield) war ein britischer Hürdenläufer, der sich auf die 400-Meter-Distanz spezialisiert hatte.
Bei den Olympischen Spielen 1924 in Paris wurde er im Finale disqualifiziert.
Am 17. Juli 1925 stellte er in London mit 56,0 s einen britischen Rekord über 440 Yards Hürden auf (entspricht 55,7 s über 400 m Hürden).